# Nowa Fundlandia
Nowa Fundlandia (ang. Newfoundland, wym. [njuːfənˈlænd]; fr. Terre-Neuve, irl. Talamh an Éisc, łac. Terra Nova) – wyspa u wschodniego wybrzeża Ameryki Północnej, na Oceanie Atlantyckim, należąca do Kanady, stanowiąca część prowincji Nowa Fundlandia i Labrador.
Nowa Fundlandia jest oddzielona od półwyspu Labrador cieśniną Belle Isle, a od wyspy Cape Breton Cieśniną Cabota. Zamyka ujście Rzeki Świętego Wawrzyńca, która tworzy Zatokę Świętego Wawrzyńca. Nowa Fundlandia sąsiaduje z niewielką wspólnotą zamorską Francji – Saint-Pierre i Miquelon.
Wyspa ma powierzchnię 111 390 km², co daje jej 15. miejsce na liście wysp świata według powierzchni i 4. miejsce pod tym względem w Kanadzie. Największe miasto i stolica prowincji, St. John’s, znajduje się na południowo-wschodnim krańcu wyspy, na półwyspie Avalon. Leżący nieopodal tego miasta przylądek Cape Spear jest najdalej na wschód wysuniętym punktem kraju. Wyspę zamieszkuje 487 808 osób (2016). Zdecydowana większość (97,2%) posługuje się językiem angielskim.
Angielska nazwa wyspy (Newfoundland), nadana w 1497 roku przez odkrywcę Johna Cabota, dosłownie oznacza „nowo odkryty ląd”, a francuska (Terre-Neuve) – „nowy ląd”.

## Historia

### Pierwsi mieszkańcy
Pierwszymi mieszkańcami wyspy byli prawdopodobnie przodkowie ludu Beothuk, zamieszkującego Nową Fundlandię w momencie przybycia na nią Europejczyków. W języku beothuk nazwa własna tego plemienia oznacza po prostu „ludzie”. Pochodzenie tego plemienia jest niejasne, prawdopodobnie jednak przypłynęli oni na wyspę z Labradoru. Kultura ta wymarła, jej ślady istnieją jedynie w muzeach oraz zapisach historycznych i znaleziskach archeologicznych. Shanawdithit, ostatnia znana przedstawicielka plemienia Beothuk, zmarła w St. John’s w 1829 roku.
Wiadomo, że lud Beothuk zamieszkujący Nową Fundlandię i Labrador był opisywany przez Normanów jako Skrælingowie. Pierwsze kontakty między Europejczykami a pierwotnymi mieszkańcami wyspy miały miejsce około 1006 roku w L’Anse aux Meadows, gdy wikingowie podjęli próbę założenia na wybrzeżu wyspy stałej osady. Według sag nordyckich, Skrælingowie okazali wielką dzikość i okrucieństwo, doprowadzając do wycofania się osadników z wyspy i zarzucenia planów osadniczych.
Gdy w 1497 roku przybyli następni Europejczycy z Johnem Cabotem, nawiązali kontakty z ludnością miejscową. Ich ówczesna liczba jest sporna, różne szacunki podają od 1000 do 5000 osób.
Gdy europejskie osadnictwo nabrało charakteru stałego i zaczęło obejmować nowe rejony wybrzeża, dostępne dotychczas dla ludu Beothuk dla rybołówstwa, byli oni spychani w gorsze rejony, a ich liczebność stopniowo się zmniejszała. Na początku XIX wieku pozostało ich już bardzo niewielu. Większość została zabita przez kolonistów bądź też zmarła z głodu i chorób. Podjęte przez władze próby dialogu z pierwotną ludnością i ocalenia jej okazały się spóźnione.
Współcześnie wielu mieszkańców Nowej Fundlandii może wykazać się pochodzeniem indiańskim, głównie Mi’kmaq.

### Odkrycie, kolonizacja i osadnictwo

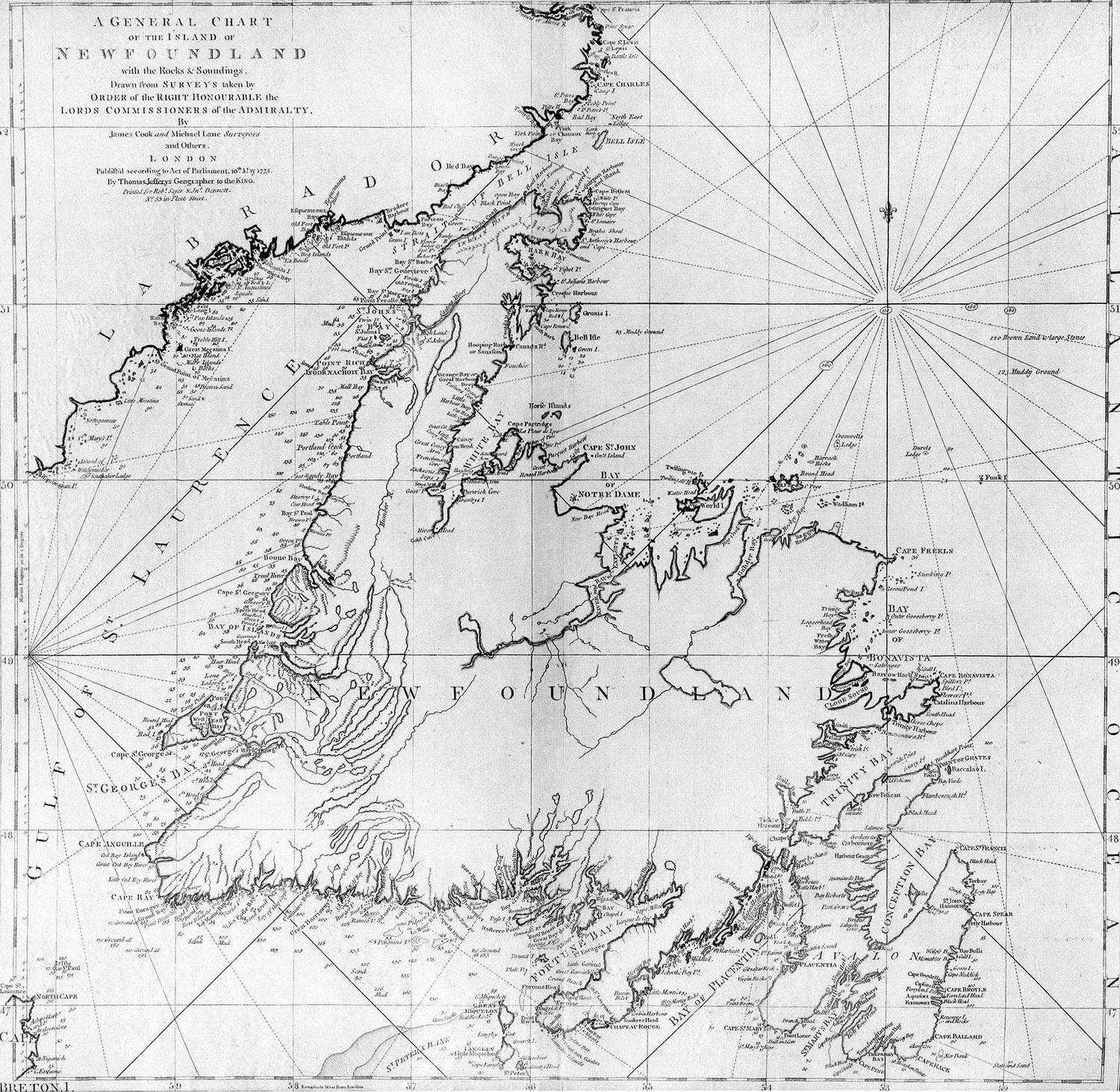
Mapa Nowej Fundlandii autorstwa Jamesa Cooka z 1775 roku

Nowa Fundlandia jest jedynym miejscem w Ameryce Północnej, gdzie zostało potwierdzone osadnictwo wikingów. Norweski badacz Helge Ingstad wraz z żoną – archeologiem Anne Stine Ingstad, w 1960 odkryli ich dawną osadę – L’Anse aux Meadows. Stanowisko było przedmiotem długoletnich prac wykopaliskowych, osadę datowano na 500 lat przed wyprawą Krzysztofa Kolumba, uznano ją za najstarszy ślad obecności Europejczyków w Ameryce Północnej. Umieszczona na Liście światowego dziedzictwa UNESCO jest uważana za część wymienianego w sagach Vinlandu, odkrytego przez Leifa Erikssona.

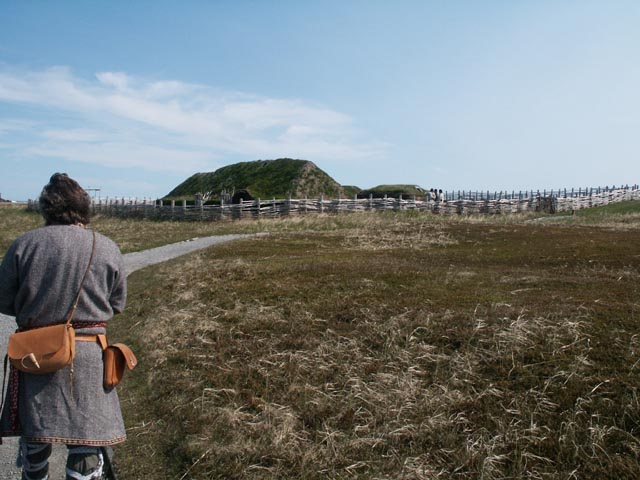
Osada wikingów w L’Anse aux Meadows

Wikingowie przebywali tam relatywnie krótko, jedynie w okresie między 999 a 1001. Po opuszczeniu przez nich wyspy, jej jedynymi mieszkańcami przez ponad 500 lat pozostała pierwotna ludność indiańska. Stan ten utrzymał się do 1497, kiedy to wyspę dla Europejczyków ponownie odkrył włoski nawigator John Cabot pływający na zlecenie korony angielskiej. Za dokładne miejsce wylądowania Cabota na wyspie przyjęło się uważać Bonavistę, leżącą na jej wschodnim wybrzeżu, jednakże istnieją przekazy dotyczące innych miejsc. Jedno z nich to Cape Bauld na cyplu Wielkiego Półwyspu Północnego. Wynikałoby to z dokumentu sporządzonego przez handlarza z Bristolu, a przechowywanego w Hiszpańskim Archiwum Państwowym. Miejsce lądowania jest tam opisane jako leżące 1800 mil na zachód od Dursey Head w Irlandii (szerokość geograficzna 51° 34'N), co daje właśnie położenie Cape Bauld. Taka interpretacja dopuszcza też lądowanie na niezbyt odległej od Cape Bauld wyspie Belle Isle.
Po Cabocie, następnymi Europejczykami na Nowej Fundlandii byli portugalscy, hiszpańscy, francuscy i angielscy rybacy, chociaż istnieją przesłanki w dokumentach, że ci ostatni przypływali do wschodnich wybrzeży Nowej Fundlandii na połowy dorsza nawet przed przybyciem Cabota. Później, w XVII w. przybyli na wyspę rybacy irlandzcy, którzy nazwali ją Talamh an Éisc, co oznacza w języku gaelickim „kraina ryb” lub „rybne ziemie”. Nazwa ta jest śladem, jaki pozostał w języku, dokumentującym duże znaczenie rybołówstwa na tutejszych wodach.
W 1583 sir Humphrey Gilbert oficjalnie ogłosił Nową Fundlandię kolonią angielską. Znajdowało się wówczas w St. John’s trochę Anglików, Francuzów i Portugalczyków, nie było jednak stałego osadnictwa, a sam Gilbert zaginął na morzu podczas podróży powrotnej, co na pewien czas położyło kres planom osadniczym.
5 lipca 1610 John Guy wypłynął z 39 innymi kolonistami z Bristolu w Anglii w rejs do Cuper’s Cove na Nowej Fundlandii. Ta i inne próby ustanowienia stałego osadnictwa na wyspie nie przyniosły spodziewanych zysków, jednakże część osadników zdecydowała się mimo wszystko pozostać, tworząc najwcześniejszą populację pochodzenia europejskiego na Nowej Fundlandii. W 1620 rybacy pochodzenia brytyjskiego wyparli osadników innych nacji ze wschodnich wybrzeży Nowej Fundlandii, podczas gdy rybacy pochodzący z Francji dominowali na wybrzeżu południowym i Półwyspie Północnym. W 1622 George Calvert założył na Nowej Fundlandii Kolonię Avalon.
Po 1763 na mocy pokoju paryskiego Francja przekazała Anglii kontrolę nad południowym i północnym wybrzeżem Nowej Fundlandii, zatrzymując w swym posiadaniu jedynie leżące nieopodal niej wyspy Saint Pierre i Miquelon, leżące przy obfitującej w ryby ławicy Grand Banks przy południowych wybrzeżach Nowej Fundlandii. W przeciwieństwie do wcześniejszych prób kolonizacji, stałe, całoroczne osady zostały wówczas założone przez Brytyjczyków, głównie rybaków. Osady te były początkowo słabo zaludnione, jednakże niechęć do dwukrotnego w ciągu roku pokonywania oceanu, by przybyć na Nową Fundlandię tylko na sezon połowów, powodowała, że stopniowo ich zaludnienie zwiększało się. Największy wzrost osadnictwa brytyjskiego nastąpił na przełomie XVIII i XIX wieku.
Nazwa angielska, „Newfoundland” to jedna z najstarszych europejskich nazw geograficznych w Kanadzie, będących w ciągłym użyciu w geografii i kartografii począwszy od 1502 (wzmiankowana w liście tak datowanym). Francuska nazwa wyspy to Terre Neuve.

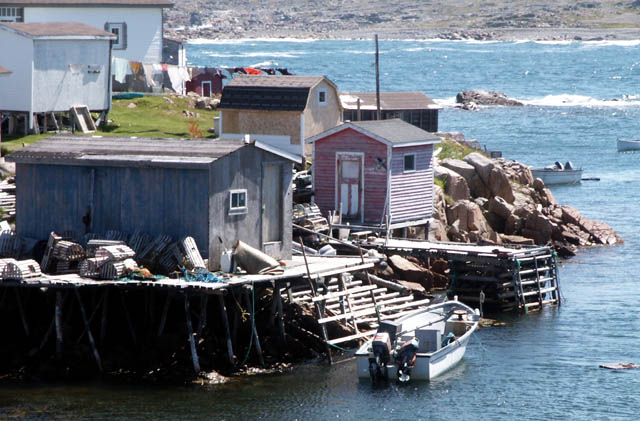
Nowofundlandzki port rybacki

Imigranci z Europy, którzy osiedli na wyspie, przywieźli z sobą pewną wiedzę, kulturę, wierzenia, zwyczaje, jednakże prędko kultura ta nabrała własnych, typowych dla Nowej Fundlandii elementów, stając się różna zarówno od kultur europejskich, jak i od kultury imigrantów osiadłych na stałym lądzie. Szukając rynków zbytu dla swego głównego produktu – poławianych w Atlantyku ryb, Nowofundlandczycy nawiązali liczne kontakty handlowe, lecz ich główna aktywność w tym względzie koncentrowała się raczej na najbliższych sąsiadach: stałym lądzie Ameryki Północnej, Kanadzie i Stanach Zjednoczonych. Ich pewnego rodzaju izolacja jest odczuwalna nawet dzisiaj. Większość ludności wyspy zamieszkuje małe ośrodki rozsiane po całym wybrzeżu, niektóre z nich są znacznie oddalone od większych miast i bywają przez długie miesiące izolowane, na skutek złej pogody czy też w okresie zimy. Takie warunki spowodowały właśnie zróżnicowanie kulturowe między wyspiarzami a ludnością osiadłą na stałym lądzie, nawet w należącym do tej samej prowincji Labradorze. Różnice te dotyczą obyczajów, codziennych zajęć, pieśni, wierzeń, różnią się też używane na Nowej Fundlandii i na stałym lądzie dialekty.
I wojna światowa przyniosła duże straty w zaludnieniu wyspy. Z populacji liczącej 250 tys. osób 5482 osoby wyruszyły za morze. Blisko 1500 zginęło, a 2300 uznano za zaginionych. 1 lipca 1916 w Beaumont-Hamel we Francji, 753 członków Królewskiego Regimentu Nowofundlandzkiego stawiło się w pierwszej linii okopów. Następnego dnia tylko 68 było zdolnych do walki. Nowofundlandczycy stracili około 25% swej młodzieży w I wojnie światowej, do dziś zarzucają Kanadzie, że ich udział w powojennych sukcesach ekonomicznych całego państwa był nieproporcjonalnie niski w stosunku do poniesionych na wojnie ofiar. Nawet teraz, gdy Kanada świętuje dzień 1 lipca jako rocznicę utworzenia państwa, wielu Nowofundlandczyków woli poświęcić ów dzień na wspominanie zdarzeń z I wojny światowej.
II wojna światowa również miała swój wpływ na wyspę. Na przykład, Amerykanie używali baz wojskowych w Argentia, Gander, Stephenville, Goose Bay i St. John’s. Ich obecność przyczyniła się do szybkiego wzrostu gospodarczego Nowej Fundlandii i umocniła tradycyjne związki ze Stanami Zjednoczonymi. Uważa się też, że to amerykańscy żołnierze wymyślili używaną do dziś nazwę „Newfie”.

### Przyłączenie do Kanady

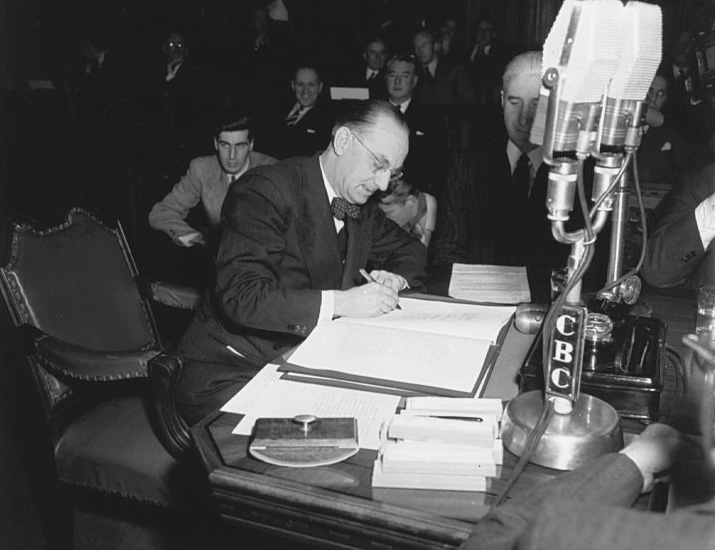
Joseph Smallwood podpisuje dokument przyłączający Nową Fundlandię do Konfederacji

Nowa Fundlandia i Labrador to najmłodsza prowincja Kanady, wcześniej było to dominium brytyjskie. W okresie światowej depresji gospodarczej lat 30. XX wieku Nowa Fundlandia, dotąd niezależne dominium, ogłosiła w 1932 bankructwo i przeszła pod bezpośredni zarząd finansowy brytyjskich komisarzy. W końcu w 1949 stosunkiem głosów 50,5% do 49,5% jej mieszkańcy w referendum przegłosowali przyłączenie do Kanady, której historia, gospodarka, kultura oraz instytucje polityczne były całkowicie odmienne. Kampania referendalna była bardzo intensywna i intensywnie angażowała się w nią zarówno Kanada jak i optująca za połączeniem Wielka Brytania. Widać to na przykładzie roli, jaką odegrał w niej Jack Pickersgill, pochodzący z zachodniej Kanady polityk, wywodzący się z rdzennej ludności, prowadzący kampanię na rzecz połączenia. Religia również miała istotne znaczenie dla ostatecznego wyniku referendum, kościół rzymskokatolicki lobbował za utrzymaniem niezależności. Względy finansowe miały również znaczenie, zwłaszcza „premia za urodzenie dziecka” – obiecywana Nowofundlandczykom suma pieniędzy za każde nowe dziecko w rodzinie. Przywódcą stronnictwa Konfederatów był charyzmatyczny Joseph Smallwood, były producent radiowy, właściciel stacji znanej z promowania poglądów lewicowych, prowadzący kampanię i wydający jednocześnie socjalistyczną gazetę w Nowym Jorku. Jego polityka jako premiera była określana jako bliższa liberalizmowi niż socjalizmowi. Smallwood był głową Nowej Fundlandii przez dziesięciolecia, został też wybrany premierem poszerzonej Konfederacji i istniał poświęcony jego osobie „kult jednostki”, żywy długo jeszcze po jego odejściu z polityki.
Flaga prowincji, zaprojektowana przez nowofundlandzkiego artystę Christophera Pratta, została oficjalnie przyjęta przez władze prowincji 28 maja 1980. Labrador posiada własną, nieoficjalną flagę, tworzoną przez Mike Martina dla Labradoru Południowego. Istnieje też nieoficjalna, trójkolorowa flaga wyspy, XIX-wiecznego pochodzenia. Flagi takiej używały jednostki morskie jeszcze w XX wieku. Symbolizuje ona jedność trzech największych grup etnicznych wyspy: Anglików, Irlandczyków i Szkotów. Obecnie jest wywieszana przed domami na wielu nowofundlandzkich posiadłościach, jednak turyści często mylą ją z flagą Irlandii. Flaga nieoficjalna staje się ostatnio coraz bardziej popularna, po okresie jakby zapomnienia o niej przez Nowofundlandczyków przeżywa swój renesans. „Różowo-Biało-Zielona” jest umieszczana przy wejściu do sklepów z pamiątkami, jest także dostępna w sprzedaży jako pamiątka z wyspy, czasem turyści są nią obdarowywani w ramach gestu życzliwości ze strony stałych mieszkańców. Ten zestaw kolorów jest też obecny jako element mody, specyficznej dla Nowej Fundlandii.

## Odrębność wyspy
W większości przypadków nie występują związane z tym tendencje separatystyczne widoczne w indywidualnych preferencjach politycznych. Jednakże wielu mieszkańców wyspy posiada silną identyfikację „nowofundlandzką” i podkreśla, że są „Nowofundlandczykami, a nie Kanadyjczykami”, a mimo to nie mają zamiaru dążyć do zerwania związku państwowego z Kanadą. Ta dychotomia pokazuje różnicę między pojęciami państwo i naród.

## Geografia

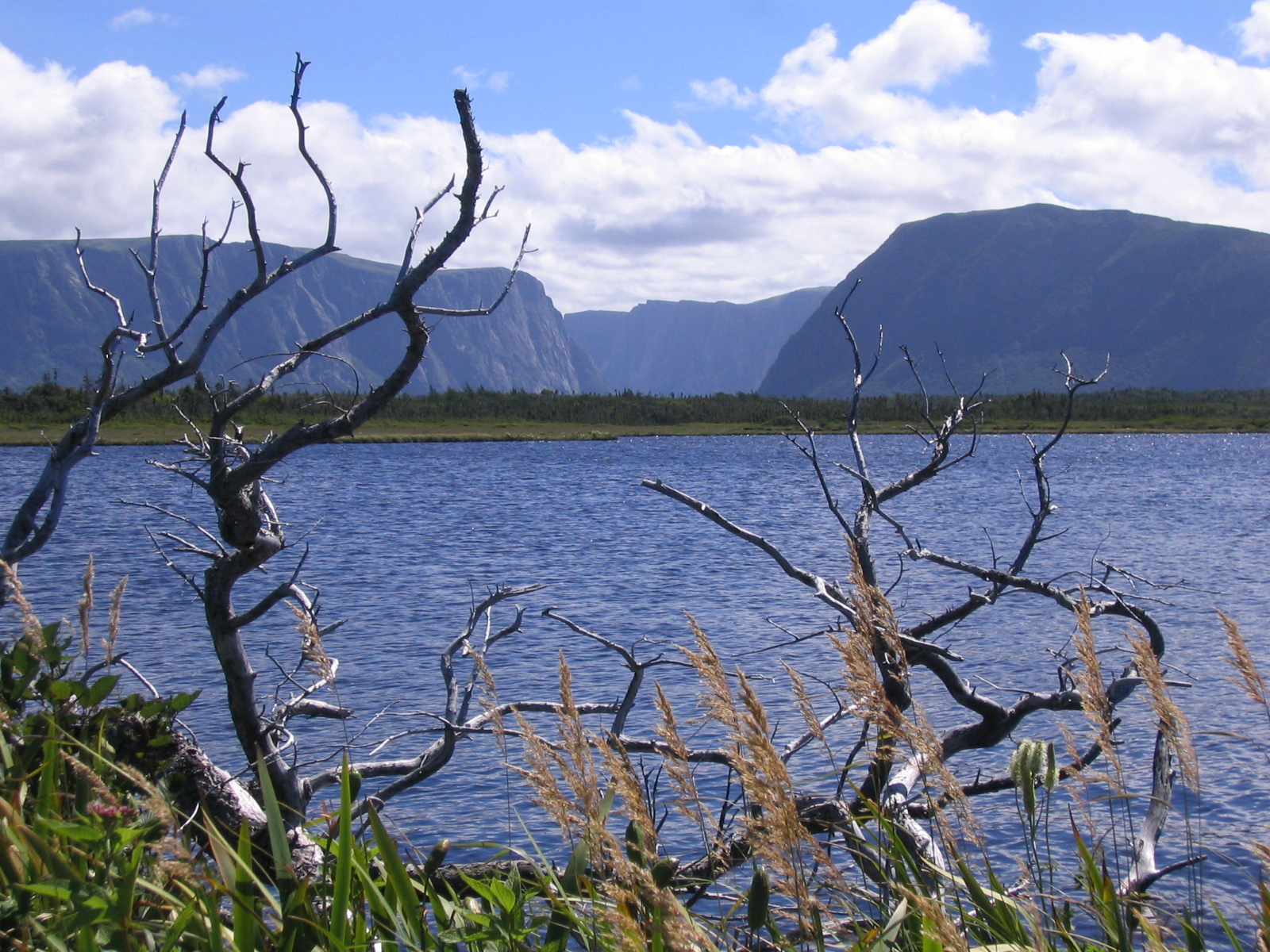
Park Narodowy Gros Morne

Nowa Fundlandia jest jednym z pierwszych odkrytych miejsc Nowego Świata. St. John’s jest uważane za najstarsze miasto w anglojęzycznej części Ameryki Północnej.
Na Nowej Fundlandii mieszczą się dwa parki narodowe. Park Narodowy Gros Morne leży na zachodnim wybrzeżu wyspy i jest umieszczony na liście światowego dziedzictwa UNESCO od 1987 roku, z powodu jego walorów krajobrazowych oraz charakteru geologicznego. To największy z parków w atlantyckiej części Kanady, ma powierzchnię 1805 km². Park Narodowy Terra Nova leżący po wschodniej stronie wyspy obejmuje ochroną skaliste brzegi zatoki Bonavista, ukazując historię tutejszego morza, skał i ludzi.
Na Nowej Fundlandii istnieje kilka szlaków turystycznych. Szlak wschodniego wybrzeża zaczyna się na wschodnim krańcu półwyspu Avalon, w pobliżu miejscowości Fort Amherst, a kończy w oddalonej o 215 km miejscowości Cappahayden. Szlak wiedzie wzdłuż wybrzeża, poprzez długie odcinki niezamieszkanych, skalistych brzegów, urozmaiconych rozrzuconymi tu i ówdzie wsiami rybackimi.
W Stephenville, miasteczku liczącym ok. 8000 mieszkańców, od początku lat 40. XX wieku do roku 1966 istniała baza amerykańskiej marynarki i lotnictwa. Leżała ok. 20 km od miasta,  połączona z nim linią kolejową, wiodącą do leżącej na miejscu dawnej bazy miejscowości Stephenville Crossing.

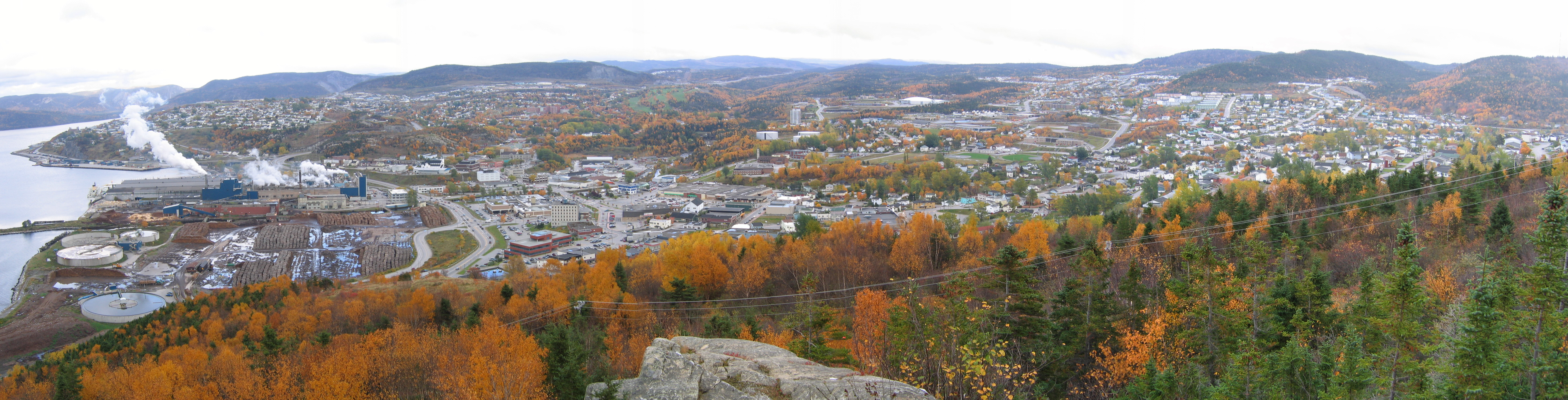
Corner Brook

Na zachodnim wybrzeżu, w Bay of Islands (Zatoce Wysp), leży miejscowość Corner Brook, w której znajduje się największa na wyspie drukarnia. Sandy Point (leżące w zatoce Saint George’s) oraz miasto Saint George’s były pierwszymi większymi osiedlami na zachodnim wybrzeżu Nowej Fundlandii. Jednakże ich ostatni mieszkaniec został zmuszony do opuszczenia tego miejsca w 1973 roku.
Park Prowincjonalny Barachois Pond  ze względu na walory tamtejszych lasów jest obszarem chronionej przyrody.
Marble Mountain to główna na wyspie atrakcja dla narciarzy.
W marcu corocznie odbywa się otwarcie sezonu polowań na foki grenlandzkie.
Nowa Fundlandia znana jest także z uniwersytetu, Memorial University of Newfoundland, z siedzibą w St. John’s.

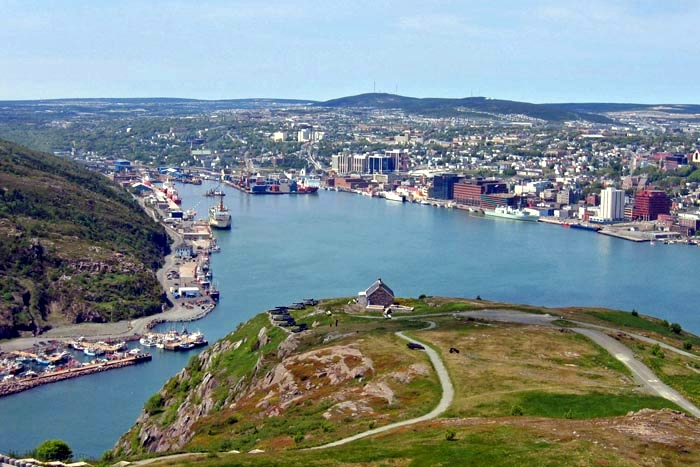
St. John’s